# Высшая школа Мангейма
Высшая школа Мангейма (нем. Hochschule Mannheim, ранее нем. Fachhochschule Mannheim) — общественный университет, расположенный в Мангейме, в Германии. Университет предоставляет возможность изучить образовательные программы, позволяющие получить степень бакалавра и магистра в области инженерии, информатики, биотехнологии, дизайна и в области социальной работы.

## История
Университет был основан в 1898 году как частная инженерная школа, где проходили занятия о машиностроении и электронике. Школа субсидировалась городом. В 1939 году город стал владельцем школы. В 1969 году Баден-Вюртемберг снова стало владеть учреждением и переименовало его в Государственную инженерную школу. Учебный план был расширен такими дисциплинами, как химическое машиностроение, технологическое проектирование, информатика. В 1971 году школа официально стала университетом прикладных наук.
В 1995 году с университетом был объединён колледж дизайна. Он вошёл в состав университета как факультет дизайна. В 2006 году с университетом слилась школа социальных дел, учреждение было перeименовано в Hochschule Mannheim. Университет — один из первых немецких университетов прикладных наук, где можно было освоить образовательную программу в области биотехнологии.

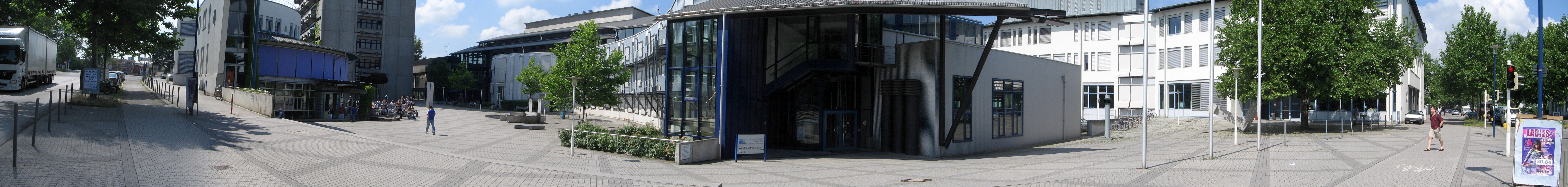
Панорамный снимок кампуса, сделанный в июле 2006 г.

## Факультеты
Ниже перечислены факультеты университета:
- Биотехнологический факультет
- Факультет электронной техники
- Факультет дизайна
- Факультет информатики
- Факультет информационных технологий
- Факультет машиностроения
- Факультет технологического и химического машиностроения
- Факультет инженерного менеджмента
- Факультет подготовки к социальной работе